# Josef Manola
Josef Manola (* 1956 in Wien) ist ein österreichischer Journalist und Korrespondent des ORF für die Iberische Halbinsel und den Maghreb.

## Leben
Josef Manola wurde 1956 in Wien geboren. Nach seiner Matura studierte er Publizistik an der Universität Wien und  arbeitete als freier Mitarbeiter in der Kulturredaktion des ORF-Hörfunks.
Nachdem er als Regisseur und Drehbuchautor von Werbe- und Industriefilmen gearbeitet hatte, folgten nach 1986 regelmäßige Aufenthalte in Spanien, Portugal und Lateinamerika. Manola schrieb auch für verschiedene in- und ausländische Zeitungen, Zeitschriften und Nachrichtensender. Seit 1988 ist Josef Manola ORF-Korrespondent für die Iberische Halbinsel und den Maghreb.

## Privates
Josef Manola ist verheiratet und Vater von fünf Kindern.